# Sacco di Magdeburgo
(Otto von Guericke)
Il sacco di Magdeburgo fu un episodio della fase svedese della guerra dei trent'anni e si riferisce all'assedio e al conseguente saccheggio della città tedesca di Magdeburgo; l'assedio ebbe inizio nel mese di novembre del 1630, e la città fu espugnata il 20 maggio 1631.
Con lo sbarco degli svedesi nell'isola di Usedom, in Pomerania, il 6 giugno 1630, e con il conseguente scoppio delle ostilità tra la Svezia e l'Impero, la città di Magdeburgo, unico alleato svedese in Germania, si trovò in una difficile situazione. All'origine del passaggio dalla parte svedese della città ci fu il piano del margravio Cristiano Guglielmo di Brandeburgo, il quale era stato amministratore dell'arcivescovado, ma, nel 1627, era stato deposto dal capitolo del duomo, che puntava al ripristino dei suoi incarichi, un tempo detenuti presso le alte sfere del potere ecclesiastico cittadino. Questi sperò di rientrare in possesso del beneficio con l'aiuto degli svedesi. In seguito alle manovre ed istigazioni del suo cancelliere Stallmann, appoggiato dal clero evangelico, e dietro assicurazione che un notevole corpo di truppe svedesi era in movimento per venire a difendere la città, questa si decise il 1º agosto 1630 a stringere alleanza con Gustavo Adolfo.
La città, con i suoi rifornimenti, rappresentava una base ideale per gli svedesi per il controllo della regione del fiume Elba, e per questo motivo le truppe della Lega Cattolica si diressero verso la città e iniziarono l'assedio, al comando del Conte di Pappenheim.
Nel mese di maggio del 1631 il conte di Tilly giunse con rinforzi cattolici, che permisero di assaltare la città il 20 maggio. Grazie anche ad alcune posizioni già conquistate nelle difese avversarie nei giorni precedenti, l'assalto ebbe successo, e le truppe cattoliche, circa 40 000, entrarono nella città; a questo punto tuttavia persero ogni controllo, e la sottoposero ad un violento saccheggio, che si stima sia costato la vita di 25 000 dei 30 000 abitanti della città.
Le motivazioni del saccheggio e il fatto che sia o meno stato preordinato sono tuttora oggetto di discussione; tuttavia, alcune considerazioni hanno fatto propendere diversi storici per la tesi secondo la quale l'evento non fu ordinato, ma ebbe origine dal furore delle truppe cattoliche, divenute incontrollabili. A favore di questa versione dei fatti vi sarebbe la proposta di resa fatta da Tilly alla città alcuni giorni prima dell'assalto, che sembrerebbe indicare la volontà da parte del comandante cattolico di sfruttare la città come propria base operativa; inoltre ad un comandante esperto come Tilly difficilmente sarebbero sfuggiti gli svantaggi, sia politici che militari, derivanti dalla distruzione di Magdeburgo. Ha trovato seguito anche la tesi secondo la quale a spingere Tilly a consentire il saccheggio alle truppe sia stata l'impossibilità di far fronte, diversamente, alle esigenze di rifornimento per il proprio esercito. Gli approvvigionamenti, infatti, venivano impediti a causa del boicottaggio esercitato dal Wallenstein sulle linee di rifornimento e sarebbe stata questa situazione a porre il Conte di Tilly di fronte all'esigenza di lasciare mano libera alla razzia della città da parte del suo esercito. La distruzione della città, secondo alcuni storici, sarebbe stata dovuta allo scoppio di un incendio sulle cui cause non si è fatta ancora chiarezza.
Dopo la distruzione di Magdeburgo, la propaganda svedese additò Tilly quale responsabile dell'incendio che aveva divorato la città simbolo del protestantesimo, al fine di distogliere l'opinione generale dall'insuccesso delle forze svedesi, le quali si erano dimostrate incapaci di fornire soccorso alla città assediata e di impedire il massacro.
Il saccheggio ebbe conseguenze politiche rilevanti: convinse i titubanti stati di Sassonia e Brandeburgo ad unirsi alla causa svedese e facilitò in ultima analisi l'invasione svedese della Germania; la presenza di una base fortificata tenuta dai cattolici nella valle dell'Elba avrebbe infatti potuto rappresentare un serio ostacolo per le truppe protestanti.

## Documenti d'epoca
Magdeburgo è preso e incenerito dagli Imperiali, del conte Gualdo Priorato Galeazzo, da: Historia di Ferdinando II imperatore 1672